# Плосковице
Плоско́вице (чеш. Ploskovice, нем. Ploschkowitz) — село и муниципалитет в районе Литомержице Устецкого края в Чехии.
Село занимает площадь в 8,41 квадратного километра. Население — 384 человека (по состоянию на 31 декабря 2007 года), по национальному составу — преимущественно чехи.
Плосковице находится приблизительно в 7 км к северо-востоку от Литомержице, 16 км к юго-востоку от Усти-над-Лабем, и в 55 км к северу от Праги.

## История

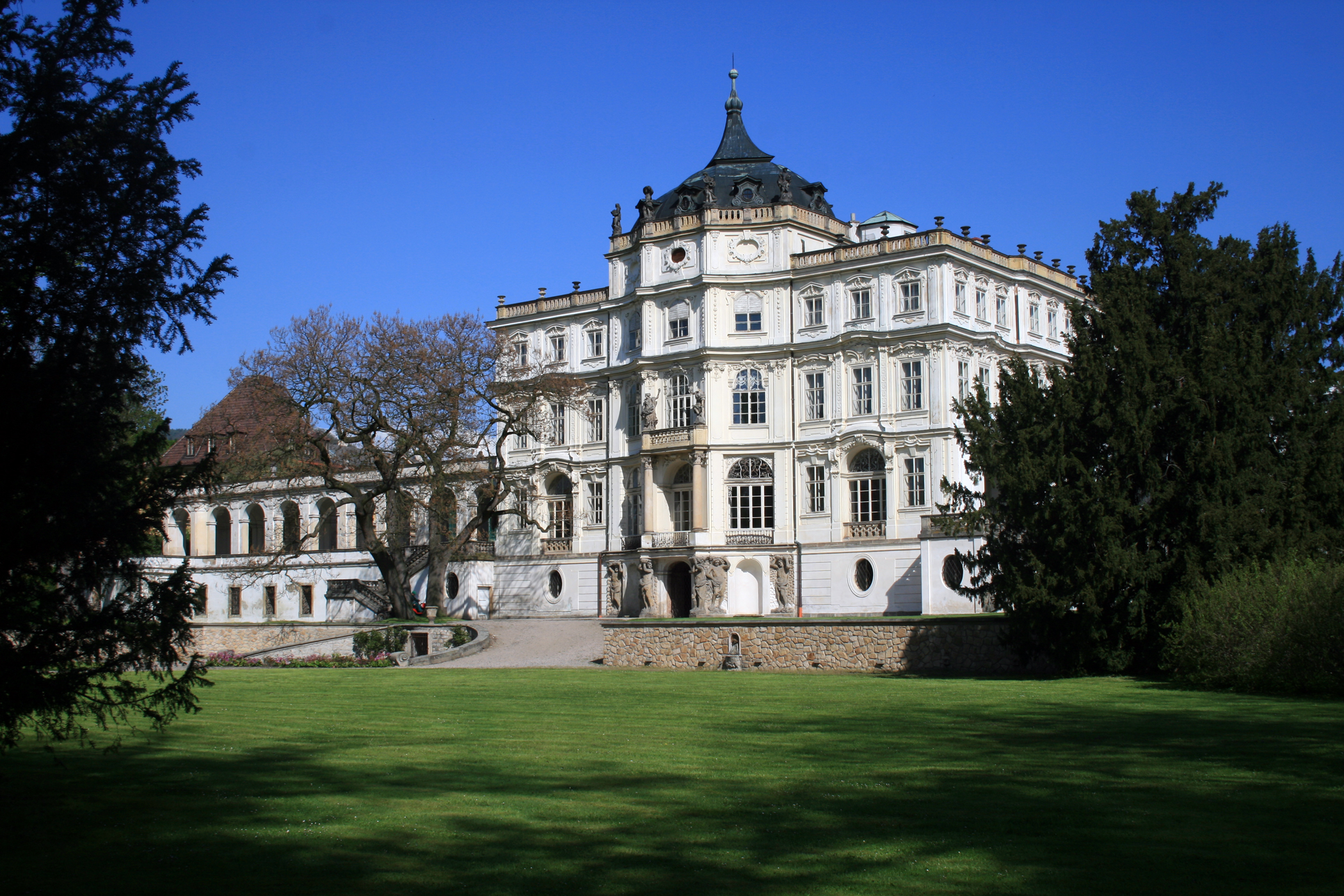
Замок Плосковице

Герцогиня Анна Мария Франциска Саксен-Лауэнбургская (1672—1741) имела большую недвижимость в регионе, в том числе и замок Ploschkowitz (сейчас — Ploskovice), приобретённый её отцом в 1663 году. Она была очень богатой и привела возможные претензии на герцогство Саксен-Лауэнбург через отца князя Джулиус Фрэнсис. Благодаря своим владениям герцогская семья принадлежала к знати Богемии.
В 1697 году княгиня вышла замуж за Джана Гастоне Медичи, который впоследствии стал великим герцогом Тосканы. Они жили в замке Ploschkowitz. Анна Мария Франциска доминировала над её слабом мужем, который впал в зависимость от алкоголя. Джан Гастоне Медичи провёл с женой всего лишь десять месяцев, прежде чем бежать в Прагу. Великая тосканская княгиня отказалась приехать в Тоскану, несмотря на постоянные протесты мужа. Она верила, что у Медичи была привычка убивать их супругов.

## Достопримечательности
В селе находится замок Плосковице, построенный в стиле барокко в 16 веке.

## Население
| Год  | Численность | Численность |
| ---- | ----------- | ----------- |
| 1869 | 755         | [ 9 ]       |
| 1880 | 828         | [ 9 ]       |
| 1890 | 807         | [ 9 ]       |
| 1900 | 826         | [ 9 ]       |
| 1910 | 922         | [ 9 ]       |
| 1921 | 908         | [ 9 ]       |
| 1930 | 918         | [ 9 ]       |
| 1950 | 591         | [ 9 ]       |
| 1961 | 655         | [ 9 ]       |
| 1970 | 538         | [ 9 ]       |
| 1980 | 457         | [ 9 ]       |
| 1991 | 377         | [ 9 ]       |
| 2001 | 348         | [ 9 ]       |
| 2014 | 450         | [ 10 ]      |
| 2016 | 435         | [ 11 ]      |
| 2017 | 449         | [ 12 ]      |
| 2018 | 453         | [ 13 ]      |
| 2019 | 458         | [ 14 ]      |
| 2020 | 449         | [ 15 ]      |
| 2021 | 447         | [ 16 ]      |
| 2022 | 458         | [ 17 ]      |
| 2023 | 464         | [ 18 ]      |
| 2024 | 464         | [ 19 ]      |
| 2025 | 461         | [ 4 ]       |